# Robin Hoods Vergeltung
Robin Hoods Vergeltung (Originaltitel: Rogues of Sherwood Forest) ist ein US-amerikanischer Abenteuerfilm aus dem Jahre 1950.

## Handlung
Die englische Bevölkerung leidet im Jahr 1214 unter der Regentschaft von König John. Der Tyrann, Bruder des beliebten Richard Löwenherz, vergnügt sich besonders gerne bei Turnieren. Bei einem der Turniere treten Sir Baldric, ein Ritter aus Flandern, und Robin Earl of Huntington, der Sohn des berühmten Robin Hood, gegeneinander an. John will Rache an Robin Hood nehmen, weil dieser ihn bekämpft hat, um seinen Bruder wieder an die Macht zu bringen. Sir Baldric soll den jungen Robin im Kampf töten.
Beim Turnier merkt Robin, dass seine Lanze manipuliert worden ist. Doch dank seiner Gewandtheit bleibt er Sieger. Nach dem Turnier begegnet Robin Lady Marianne, dem Mündel des Königs, und verliebt sich in sie. Trotz seiner Gefühle zu ihr beschuldigt er sie, dass sie von der Manipulation gewusst habe. Robin verlässt das Turnier in Richtung Nottingham. Auf dem Weg entdecken Robin und seine Gefährten, dass John nicht nur die Steuerreformen seines Vorgängers rückgängig gemacht hat. Die Bevölkerung muss nun Steuern zahlen, die sie nicht aufbringen können. Mit der Steuerabgabe soll die flämische Miliz bezahlt werden, die die Angelsachsen bekämpfen soll. Jedes Mal, wenn Robin einen Steuereintreiber sieht, verjagt er ihn im Namen des Volkes.
Robin und der Freund seines Vaters Little John werden verhaftet und zum Tod am Galgen verurteilt. Marianne kann die Exekution verhindern, indem sie Robin Werkzeug zur Flucht in den Kerker schmuggelt. Robin entkommt und versteckt sich in einer abgelegenen Höhle. Er trommelt die alten Weggefährten seines Vaters zusammen, unter ihnen Bruder Tuck, Will Scarlet und der Barde Alan-a-Dale, und bildet mit ihnen eine Armee. Diese Armee überfällt nun erfolgreich die Steuereintreiber. Marianne hilft Robin, indem sie Brieftauben zu ihm fliegen lässt, die ihm Notizen mit den Routen der Steuerbeamten bringen. John beschuldigt Robin des Mordes an drei bekannten Männern, die aber alle vom König selber bei einer Feier mit Jagdtrophäenschau hinterrücks mit Pfeilen erschossen wurden. Dann verkündet John die Hochzeit von Marianne mit dem Grafen von Flandern, die von John und dem Grafen schon früher geplant wurde. Robin erfährt von der Hochzeit, weiß aber auch, dass Marianne sie ablehnt. Er lässt ihr eine Nachricht zukommen. Sie soll es arrangieren, dass die Hochzeit in der Abtei von St. Dunstan stattfindet.
Robin und seine Männer legen auf dem Weg zu der Abtei einen Hinterhalt. Als die Prozession die Stelle passiert, greifen sie an. Robin und seine Männer gewinnen den Kampf. Der Sieg ermutigt die Bevölkerung, die den König dazu zwingt, 1215 die Magna Carta zu unterzeichnen.

## Kritiken
Das Lexikon des internationalen Films beschreibt den Film als „romantisches Abenteuerkino vor historischem Hintergrund.“
Die Filmzeitschrift Cinema nennt das Werk „uninspiriert“.

## Hintergrund
Der Film, dessen Drehbuch auf einer Erzählung von Ralph Gilbert Bettison basiert, hatte in den USA am 21. Juni 1950 seine Premiere. In Deutschland war er erstmals am 21. Dezember 1951 zu sehen.
Im DDR-Fernsehen lief er am 27. Dezember 1974 unter dem Titel Die Rache von Sherwood Forest.
Alan Hale sr. spielte in seinem letzten Film zum dritten Mal den Little John. Bereits in der Stummfilmversion Robin Hood aus dem Jahre 1922 von Allan Dwan und 1938 an der Seite von Errol Flynn in dem Klassiker Robin Hood, König der Vagabunden war er der Begleiter von Robin Hood. Hales Kollege Bevan drehte nur noch einen weiteren Film.
Für die Kostüme war Jean Louis verantwortlich.